# 歌川種繁
歌川 種繁（うたがわ たねしげ、生没年不詳）とは、江戸時代の浮世絵師。

## 来歴
歌川国種の門人。歌川の画姓を称し作画期は文政の頃とされる。文政11年（1828年）建立の豊国先生瘞筆之碑に「国種社中」として「種繁」の名がみられるが、その他の経歴や作については不明。